# Steve Brodie (cầu thủ bóng đá)
Stephen Eric "Steve" Brodie (sinh ngày 14 tháng 1 năm 1973 ở Sunderland, Anh) là một cầu thủ bóng đá người Anh, thi đấu cho Witton Albion.